# Deutsche Emissionshandelsstelle
Die Deutsche Emissionshandelsstelle (DEHSt) ist die im Umweltbundesamt (UBA) in Berlin zuständige nationale Stelle zum EU-Emissionshandel. Wesentliche Aufgaben der DEHSt sind die Zuteilung und Ausgabe der Emissionsberechtigungen, Überwachungs- und Steuerungsaufgaben, die Führung des nationalen Registers sowie die nationale und internationale Emissionsberichterstattung.
Die DEHSt ist die im Treibhausgas-Emissionshandelsgesetz (TEHG) vom 8. Juli 2004 vorgesehene zuständige Behörde, die alle sich aus dem Treibhausgas-Emissionshandel ergebenden Aspekte verwaltet. Sie ist die zentrale Anlaufstelle für die Unternehmen der deutschen Wirtschaft, deren Anlagen dem EU-Emissionsrechtehandel unterliegen. Darüber hinaus ist sie Kontaktstelle für das Bundesumweltministerium, für die Bundesländer (insbesondere die zuständigen Landes-Immissionsschutzbehörden), für externe Handelsplattformen und weitere Dienstleister. 
Des Weiteren ist die DEHSt eine Art Grundbuchamt. Jede natürliche oder juristische Person, die ab 2005 mit den Emissionsberechtigungen handeln will, erhält hier ein elektronisches Konto zur Verbuchung der Transaktionen. Dazu entsteht ein so genanntes Nationales Emissionshandelsregister, das mit einer Zentrale für die EU und allen Mitgliedstaaten zusammen arbeitet.